# Hard Justice 2005
Hard Justice (2005) was een professioneel worstel-pay-per-view (PPV) evenement dat georganiseerd werd door Total Nonstop Action Wrestling (TNA). Het was de eerste editie van Hard Justice en vond plaats op 15 mei 2005 in de TNA iMPACT! Zone in Orlando, Florida.

## Matches
| Nr. | Match                                                                                                  | Winnaar(s)               | Opmerkingen | Bron  |
| --- | --- | ------------------------ | --- | ----- |
| 1P  | Shark Boy vs. David Young                                                                              | Shark Boy                | Een-op-een match om te participeren voor de Gauntlet for the Gold.                                                       | [ 2 ] |
| 2   | Team Canada (Eric Young & Petey Williams) (met Coach D'Amore) vs. Apolo & Sonny Siaki                  | Team Canada              | Tag team match. | [ 2 ] |
| 3   | Michael Shane & Trinity vs. Chris Sabin & Traci                                                        | Michael Shane & Trinity  | Mixed Tag Team match. | [ 2 ] |
| 4   | Raven vs. Sean Waltman                                                                                 | Raven                    | Clockwork Orange House of Fun match.                                                                                     | [ 2 ] |
| 5   | Monty Brown & The Outlaw vs. Diamond Dallas Page & Ron Killings                                        | Monty Brown & The Outlaw | Tag team match. | [ 2 ] |
| 6   | The Naturals (Andy Douglas & Chase Stevens) (c) vs. America's Most Wanted (Chris Harris & James Storm) | The Naturals             | Tag team match voor het NWA World Tag Team Championship.                                                                 | [ 2 ] |
| 7   | Christopher Daniels (c) vs. Shocker                                                                    | Christopher Daniels      | Een-op-een match voor het TNA X Division Championship.                                                                   | [ 2 ] |
| 8   | Abyss won door Ron Killings als laatste te elimineren.                                                 | Abyss                    | 20-Man Gauntlet for the Gold to om de eerst volgende tegenstander te worden voor het NWA World Heavyweight Championship. | [ 2 ] |
| 9   | A.J. Styles vs. Jeff Jarrett (c)                                                                       | A.J. Styles (nc)         | Een-op-een match voor het NWA World Heavyweight Championship met Tito Ortiz als gastscheidsrechter.                      | [ 2 ] |